# 野間玄琢
野間 玄琢（のま げんたく）は、江戸時代初期の医師、儒学者。江戸幕府の医官。諱は成岑（せいしん）。

## 生涯
野間氏は尾張国の武士で玄琢の曾祖父の代から野間氏を称する。織田信包に仕える父が曲直瀬玄朔と友人であったため、その縁で若いころから玄朔の門下に入って医学を学ぶ。慶長15年（1610年）法橋に叙されて朝廷に出仕する。元和3年（1617年）法眼に進み、寿昌院の号を賜り、元和9年（1623年）には法印に叙される。寛永3年（1626年）徳川秀忠が上洛した際、二条城で秀忠と謁見して以後は将軍家に仕えるようになる。以後は江戸と京都を隔年で移動するようになる。寛永5年（1628年）徳川家光が疱瘡に倒れた際にはその診療を行った。寛永13年（1636年）徳川和子（東福門院）が病んだ際には薬を進上してこれを快癒させ、寛永15年（1638年）からは東福門院付きとなった。正保2年（1645年）京都で没。著作に「群方類稿」があり、子の三竹がさらに増補を行っている。また蔵書家としても知られ、白雲書庫を創始した。野間家は以後幕府の医官として続いた。